# Silures Bobo-Dioulasso
El Silures Bobo-Dioulasso fue un equipo de fútbol de Burkina Faso que jugó en la Primera División de Burkina Faso, la liga de fútbol más importante del país.

## Historia
Fue fundado en el año 1965 y era un equipo de la ciudad de Bobo Dioulasso. En la década de 1970, fue el mejor equipo de la República de Alto Volta, en la cual consiguió 6 campeonatos de liga, y llegó a los cuartos de final en la Copa Africana de Clubes Campeones 1978.
Dejó de existir en el año 1982, luego de ganar el torneo de copa doméstico y jugar la Copa Africana de Clubes Campeones de ese año.

## Palmarés
- Primera División de Burkina Faso: 7

1974, 1975, 1976, 1977, 1978, 1979, 1980
- Copa de Burkina Faso: 1

1981

## Participación en competiciones de la CAF
| Temporada | Torneo                            | Ronda            | Club                   | Casa  | Visita | Global      |
| --------- | --------------------------------- | ---------------- | ---------------------- | ----- | ------ | ----------- |
| 1975      | Copa Africana de Clubes Campeones | 1                | ES Porto Novo          | 3-2   | 2-0    | 5-2         |
| 1975      | Copa Africana de Clubes Campeones | 2                | CARA Brazzaville       | 4-5   | 0-4    | 4-9         |
| 1976      | Copa Africana de Clubes Campeones | 1                | ASFAN Niamey           | w.o.1 | w.o.1  | w.o.1       |
| 1976      | Copa Africana de Clubes Campeones | 2                | ASEC Mimosas           | 0-2   | 0-2    | 0-4         |
| 1978      | Copa Africana de Clubes Campeones | 1                | Sport Bissau e Benfica | 7-0   | 3-2    | 10-2        |
| 1978      | Copa Africana de Clubes Campeones | 2                | Africa Sports National | 3-1   | 1-2    | 4-3         |
| 1978      | Copa Africana de Clubes Campeones | Cuartos de final | Hafia FC               | 0-4   | 1-4    | 1-8         |
| 1979      | Copa Africana de Clubes Campeones | 1                | ASDR Fatima            | 1-1   | 1-1    | 2-2 (5-4 p) |
| 1979      | Copa Africana de Clubes Campeones | 2                | Hafia FC               | 1-0   | 0-1    | 1-1 (0-1 p) |
| 1980      | Copa Africana de Clubes Campeones | 1                | Wallidan FC            | 1-0   | 1-1    | 2-1         |
| 1980      | Copa Africana de Clubes Campeones | 2                | Canon Yaoundé          | 0-1   | 0-3    | 0-4         |
| 1981      | Copa Africana de Clubes Campeones | 1                | East End Lions         | 1-0   | 1-1    | 2-1         |
| 1981      | Copa Africana de Clubes Campeones | 2                | AS Vita Club           | 0-1   | 3-3    | 3-4         |

1- ASFAN abandonó el torneo.